# Война в джунглях
Война в джунглях (англ. Jungle Warfare) — термин, используемый для характеристики совокупности специальных тактик и методов, необходимых для выживания и способности боевых единиц вести боевые действия в джунглях.
С XX века война в джунглях стала темой обширных исследований по военной стратегии и являлась важной частью планирования ведения боевых действий для обеих сторон во многих конфликтах, в том числе во время Второй мировой войны и войны во Вьетнаме. Одной из первых стран, которая разработала отдельную доктрину «войны в джунглях», была Португалия — это произошло во время так называемой Колониальной войны в Анголе.
Джунгли как место ведения боевых действий имеют целый ряд особенностей. Плотная растительность ограничивает линии обзора и ведения огня, но также может предоставить широкие возможности для маскировки и большое количество материала для постройки укреплений.
Джунгли часто не имеют хороших или вообще каких-либо дорог, перемещение по ним может быть недоступным для транспортных средств, что значительно затрудняет поставку и транспортировку необходимых ресурсов и ставит во главу угла надёжность поддержки с воздуха. В подобной войне необходимы значительные ресурсы, которые используются для улучшения дорог, строительства мостов и аэродромов, а также улучшения водоснабжения.
Среда джунглей, как правило, также содержит угрозу различных тропических болезней и другие риски для здоровья, которые должны предотвращаться или вылечиваться медицинской поддержкой. Особенности местности могут затруднить развёртывание бронетанковых войск или любой другой силы на даже не слишком большой площади. Залогом успешной тактики в условиях джунглей является применение небольших боевых групп, прошедших специальную подготовку.